# Sơn Công
Sơn Công là một xã thuộc huyện Ứng Hòa, thành phố Hà Nội, Việt Nam.
Xã Sơn Công có diện tích 6,61 km², dân số năm 2021 là 6.217 người, mật độ dân số đạt 940 người/km².